# 杰夫·马龙
杰弗里·奈杰尔·马龙（英語：Jeffrey Nigel Malone，1961年6月28日—），美国NBA联盟前职业篮球运动员。